# Euphorbia ritchiei
Euphorbia ritchiei là một loài thực vật có hoa trong họ Đại kích. Loài này được (P.R.O.Bally) Bruyns mô tả khoa học đầu tiên năm 2006.

## Hình ảnh

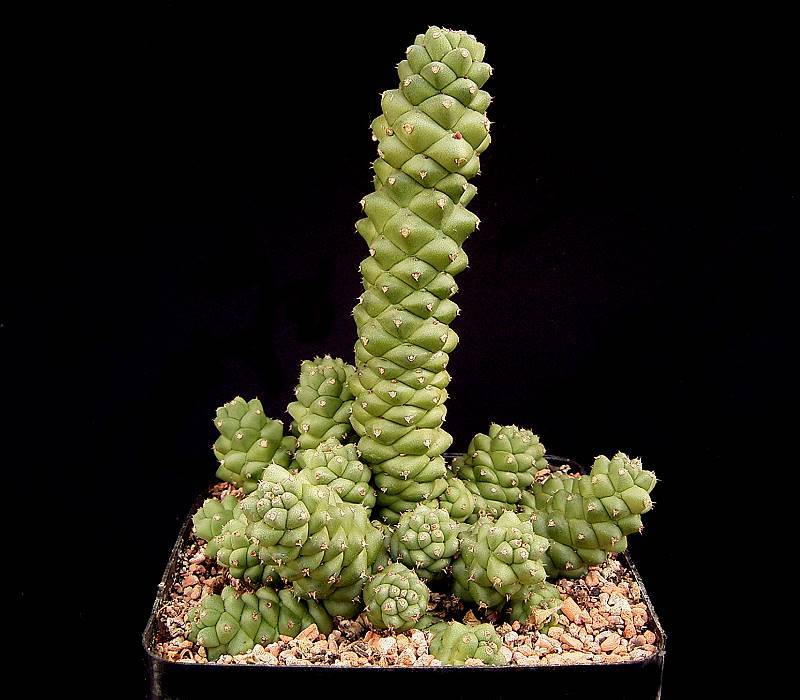
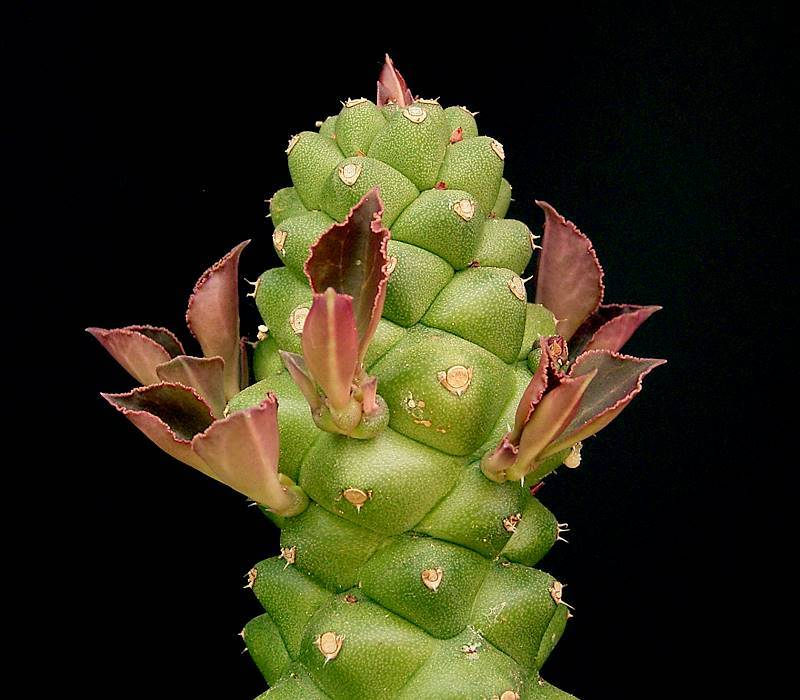
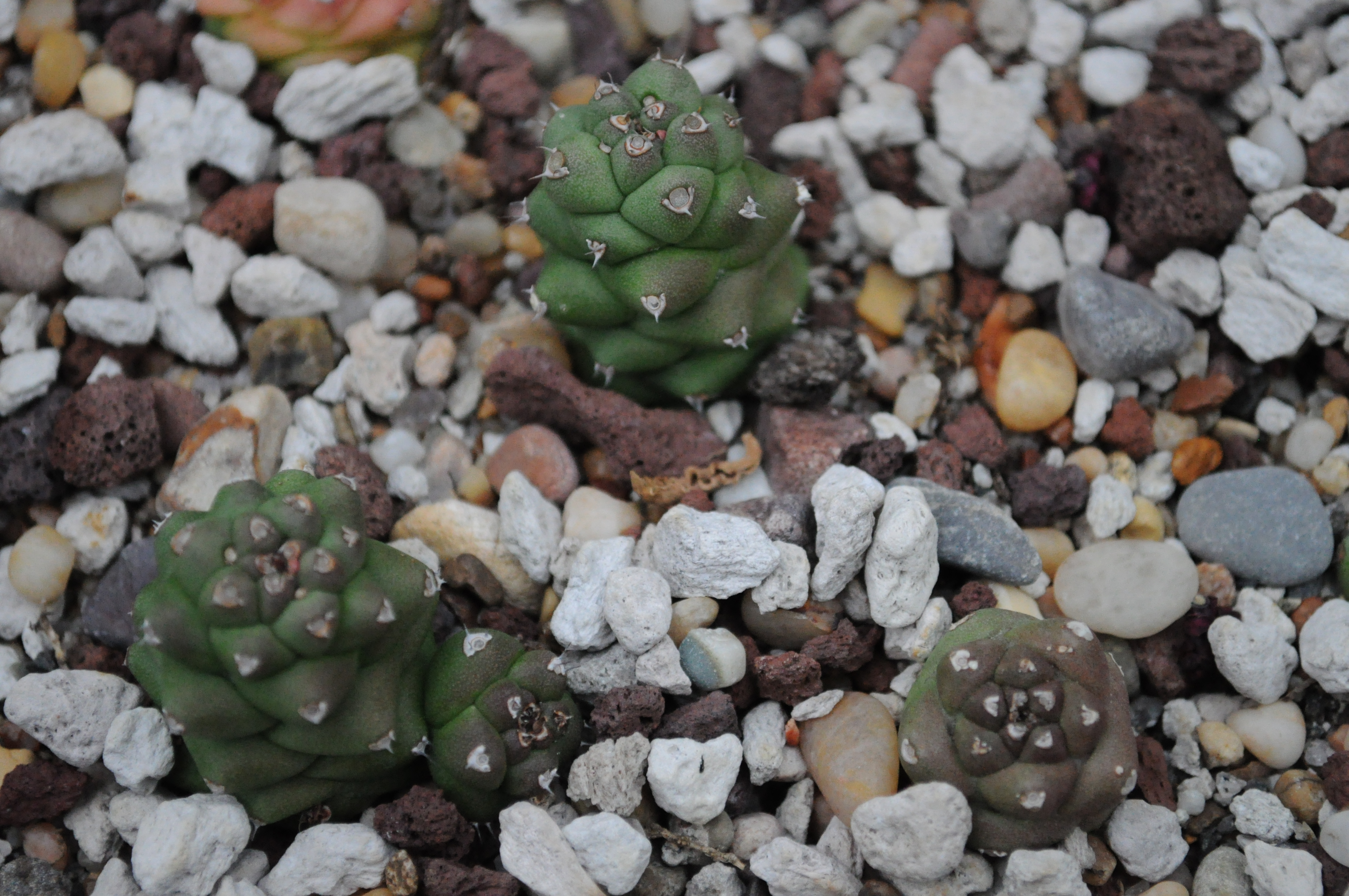
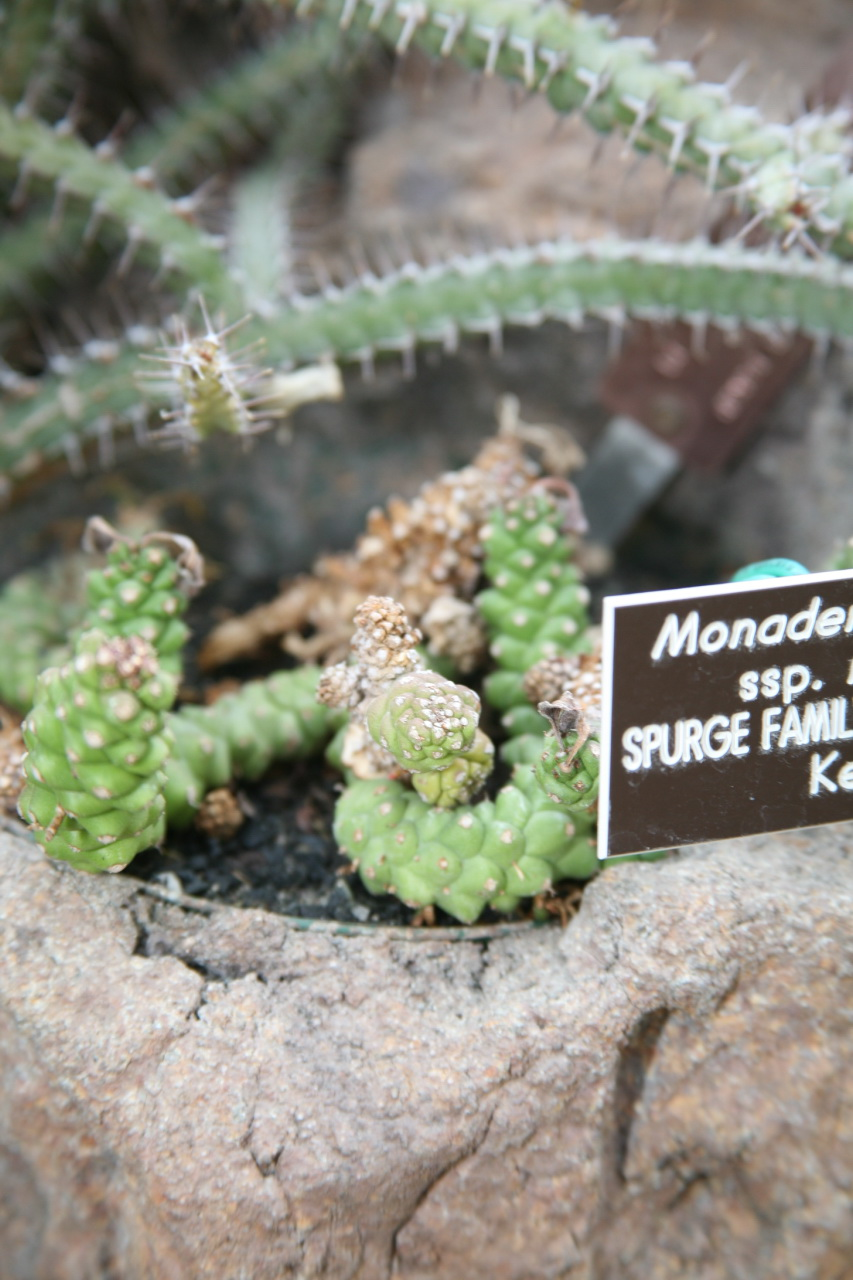